# Jestem legendą (film)

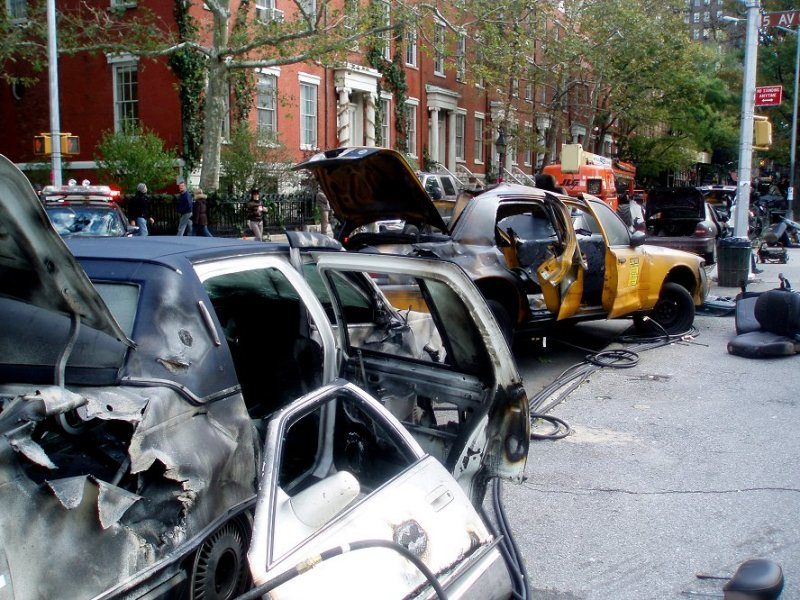
Zniszczone samochody po nakręceniu sceny ataku zarażonych wirusem na dom Nevilla

Jestem legendą (ang. I Am Legend) – amerykański film fabularny (horror postapokaliptyczny) z 2007 roku, wyreżyserowany przez Francisa Lawrence’a, w którym główną rolę zagrał Will Smith. Jest kolejną po Ostatnim człowieku na Ziemi (1964) oraz  Człowieku Omedze (1971) pełnometrażową adaptacją powieści Richarda Mathesona o tym samym tytule z 1954 roku. Smith wcielił się w postać wirusologa Roberta Neville’a, odpornego na stworzony przez ludzi śmiercionośny wirus, który pierwotnie miał pomóc wyleczyć raka. Żyjąc na opustoszałym w 2012 roku Manhattanie, pracuje on nad stworzeniem lekarstwa dla zarażonych wirusem ludzi, którzy zmienili się w żądne krwi potwory.
Warner Bros. pracę nad filmem rozpoczął w 1994 roku, angażując w projekt wielu aktorów i reżyserów, jednak jego produkcja uległa opóźnieniu z powodu problemów budżetowych. Ostatecznie zdjęcia do filmu ruszyły w 2006 roku. Sceny kręcono w wielu znanych miejscach Nowego Jorku, w tym najdroższą w dziejach kina scenę przy moście Brooklińskim, której koszt wyniósł 5 milionów dolarów. Film wszedł do kin 14 grudnia 2007 roku i stał się najbardziej dochodową produkcją, której premiera odbyła się w grudniu. Jestem legendą zarobiło 256 milionów dolarów w samych Stanach Zjednoczonych oraz 329 milionów dolarów za granicą. Łączny dochód, jaki przyniósł film, wynosi 585 milionów dolarów.

## Fabuła
Akcja filmu zaczyna się jesienią 2009 roku od sceny przedstawiającej program telewizyjny, w którym dr Alice Krippin (Emma Thompson) twierdzi, że stworzyła lekarstwo na raka o 100-procentowej skuteczności. Dr Krippin wspomina, że lekarstwo powstało przez ingerencję w strukturę genetyczną wirusa odry.
We wrześniu 2012 roku wirusolog armii Stanów Zjednoczonych, podpułkownik Robert Neville (Will Smith), pozostaje jedynym zdrowym człowiekiem w Nowym Jorku, a być może także na całym świecie. Seria scen retrospekcyjnych oraz nagrania wiadomości telewizyjnych ujawniają, że genetycznie zmodyfikowany wirus odry (określony mianem K.V. lub Krippin virus) zmutował i rozprzestrzenił się drogą powietrzną na całej Ziemi, zabijając 5,4 miliarda ludzi (90% ludzkości). Tylko 12 milionów ludzi posiadało naturalną odporność na wirus. Pozostałe 588 milionów, po początkowym stadium choroby, przypominającym objawy wścieklizny, zmieniło się w prymitywne, wrażliwe na promieniowanie UV i żądne krwi istoty zwane „poszukiwaczami ciemności”. Zmusza je to do ukrywania się w ciągu dnia w budynkach i innych ciemnych miejscach. „Poszukiwacze ciemności” wykazują zwiększoną ruchliwość, zwinność i siłę, a także, pomimo prymitywnego zachowania, wydają się przejawiać podstawowe oznaki inteligencji, zwierzęcego sprytu i umiejętności organizacji. Pozostali przy życiu ludzie zostali wytropieni i zabici przez mutanty jako źródło pożywienia lub popełnili samobójstwa.
Codzienne zajęcia Neville’a obejmują eksperymenty na schwytanych szczurach, które służą znalezieniu lekarstwa na wirus, wypady na wyludniony Manhattan, aby zapolować na zamieszkujące go jelenie oraz na poszukiwaniu zapasów w opuszczonych budynkach. Każdego dnia w południe oczekuje na South Street Seaport spotkania z potencjalnymi ocalałymi ludźmi, którzy usłyszeli wysyłane przez niego na falach AM nagranie. Retrospekcje ujawniają, że jego żona Zoe (Salli Richardson) oraz córka Marley (Willow Smith) zginęły w wypadku śmigłowca podczas chaotycznej ewakuacji Manhattanu, na chwilę przed wprowadzeniem wojskowej kwarantanny wyspy w grudniu 2009 roku. Osamotnionemu Neville’owi towarzystwa dotrzymuje jedynie jego pies, owczarek niemiecki Samantha („Sam”). Czas upływa mu na rozmowach z manekinami, które ustawił w roli klientów w wypożyczalni wideo, oraz oglądaniu nagrań starych programów telewizyjnych.
Gdy jeden z opracowanych przez niego związków chemicznych, testowanych na szczurach, daje obiecujące rezultaty, Neville zastawia sidła i łapie zainfekowaną kobietę. Zarażony mężczyzna, który później okazuje się Samcem Alfa zainfekowanej grupy, ryczy na Neville’a z budynku, wystawiając się na kilka sekund na działanie światła słonecznego, co wirusolog uznaje za zachowanie niezwykłe, jako że kontakt ze światłem sprawia, iż stworzenia te ulegają poparzeniom. Po powrocie do laboratorium, mieszczącego się w piwnicy jego ufortyfikowanego domu przy parku na Washington Square, Neville próbuje wyleczyć zarażoną kobietę, ale bez skutku. Krótko później wpada w pułapkę zastawioną przez zainfekowanych, zauważywszy jeden z manekinów – normalnie znajdujących się w wypożyczalni wideo – ustawiony przed Grand Central Station. Zawieszony do góry nogami naukowiec mdleje.
Neville odzyskuje świadomość o zmierzchu. Gdy wreszcie udaje mu się uwolnić, Samiec Alfa wypuszcza na niego sforę zainfekowanych psów, które go atakują. Jedno z zarażonych zwierząt gryzie Sam (psy, choć odporne na zarażenie wirusem Krippin przez powietrze, mogą zostać zainfekowane poprzez kontakt bezpośredni). Gdy Neville’owi udaje się zabić zainfekowane psy, wirusolog zabiera ranną Sam do laboratorium. Pies jednak zaczyna wykazywać objawy choroby i próbuje go ugryźć, co zmusza Neville’a do uduszenia go. Nieco później, tej samej nocy, po pogrzebaniu Sam w ziemi, wściekły Neville lekkomyślnie atakuje grupę zarażonych, chcąc zakończyć swoje życie i pomścić śmierć Sam. Pomimo zabicia dużej liczby Poszukiwaczy Ciemności mutanty obezwładniają Neville’a i prawie udaje im się go pojmać, jednak zostaje uratowany przez parę ocalałych ludzi, Annę (Alice Braga) i małego chłopca Ethana (Charlie Tahan), którzy przyjechali ze stanu Maryland po usłyszeniu jego nagrania na falach AM. Zabierają rannego Neville’a z powrotem do jego domu, gdzie Anna wyjaśnia, że przetrwali epidemię wirusa na pokładzie statku ewakuacyjnego Czerwonego Krzyża z São Paulo i zmierzają do istniejącego podobno obozu zdrowych ludzi w Bethel w stanie Vermont. Neville próbuje obniżyć temperaturę ciała schwytanej zarażonej kobiety (Samicy Alfa), aby leczenie dało efekt. Gdy Anna stwierdza, że ich spotkanie nie jest przypadkiem, ale planem Boga, Neville argumentuje, że to nie Bóg zniszczył ludzkość, ale ona sama.
Nagle na zewnątrz domu dają się słyszeć okrzyki mutantów. Grupa zarażonych pod przywództwem Samca Alfa atakuje dom Neville’a, którego położenie udało im się odkryć, śledząc Annę, odwożącą rannego wirusologa poprzedniej nocy. Poszukiwaczom Ciemności udaje się sforsować linię obrony przed domem Neville’a, zmuszając jego, Annę oraz Ethana do ukrycia się w laboratorium. Barykadują się w piwnicy, w której leży zarażona kobieta (Samica Alfa), gdzie odkrywają, że sporządzone przez wirusologa lekarstwo działa: kobieta powróciła do ludzkiej formy. Neville’owi udało się sporządzić lekarstwo na wirus. Pobiera on próbkę krwi zainfekowanej kobiety, w której znajduje się związek chemiczny unicestwiający wirus, i daje go Annie, mówiąc jej, że Bóg rzeczywiście ma plan. Gdy zarażeni próbują rozbić pleksi dzielącą ich od głównych bohaterów, Neville zauważa na szyi obejmującej przerażonego Ethana Anny tatuaż motyla. Wirusolog przypomina sobie swoją córkę mówiącą o motylu w noc swojej śmierci. Neville zdaje sobie wtedy sprawę, co musi zrobić. Każe Annie i Ethanowi ukryć się w zsypie na węgiel, gdzie ich zamyka (Anna prosi, by ukrył się tam razem z nimi, jednak on odmawia, ponieważ wie, że Poszukiwacze Ciemności sforsują dzielące ich szkło, a następnie wedrą się do zsypu, gdzie wszystkich zabiją, jeśli ich nie powstrzyma). Następnie wyjmuje z szuflady granat, wysadzając w powietrze siebie i nacierających zarażonych.
Anna i Ethan uciekają do Vermont, gdzie odnajdują kolonię ocalałych ludzi, a Anna przekazuje jej mieszkańcom ampułkę z lekarstwem. Ostatnia scena przed napisami końcowymi przedstawia osiedle ludzi z lotu ptaka. Scena opatrzona jest głosem Anny, sugerującym, że ocaleli ludzie zawdzięczają przetrwanie Neville’owi, który stał się legendą jako wynalazca lekarstwa na wirus Krippin.

### Alternatywne zakończenie

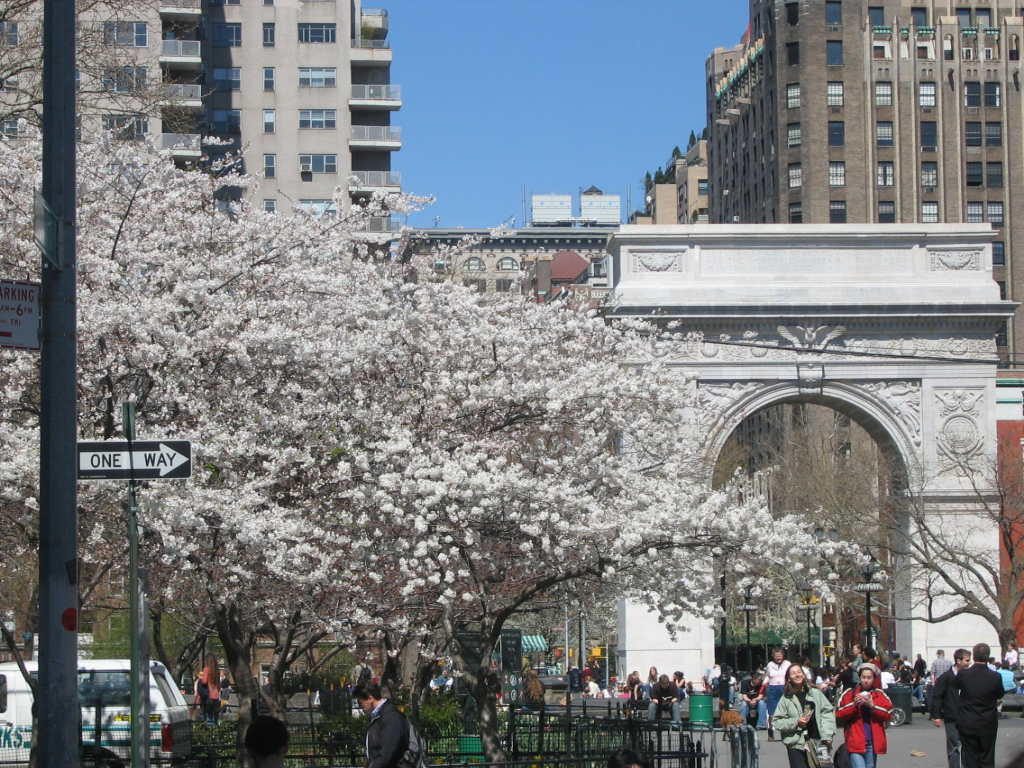
Dom głównego bohatera mieścił się przy Washington Square

Zakończenie filmu zostało zmienione jeszcze przed jego wejściem do kin, a największym przeróbkom uległa scena osaczenia Neville’a przez mutantów w jego laboratorium. Kierownik ds. efektów wizualnych Janek Sirrs uznał za oryginalne następujące zakończenie, poczynając od momentu osaczenia: „W tym miejscu założenie Neville’a – i publiczności – o naturze tych stworzeń okazuje się niepoprawne. Widzimy, że zachowały one część ze swego człowieczeństwa. Następuje wtedy bardzo ważne zdarzenie pomiędzy Samcem Alfa a Neville’em. Samiec Alfa kładzie rękę na szkle oddzielającym go od wirusologa i wyrysowuje na nim kształt motyla”. Neville zdaje sobie wtedy sprawę, że Samiec Alfa zna zarażoną kobietę z tatuażem motyla na ciele, na której naukowiec przeprowadzał eksperymenty oraz że przywódca grupy chce ją odzyskać. Po pokazaniu, że zaprzestanie walki i odda zakażoną kobietę, Samiec Alfa nakazuje pozostałym zarażonym, aby nie atakowały Neville’a. Ten przywraca nadal zainfekowaną Samicę Alfa do świadomości, a Samiec Alfa ją obejmuje. Jak powiedział David Schaub: „Gdy Neville ostatecznie zwraca kobietę Samcowi Alfa, pojawia się między nimi nić zrozumienia”. Neville i Samiec Alfa wymieniają się spojrzeniami, a wirusolog przeprasza stwory, które przyjmują jego słowa żalu. Wtedy Samiec Alfa zauważa rozwieszone na ścianach zdjęcia zainfekowanych, na których Neville przeprowadzał badania i których potem zabijał, a sam wirusolog zdaje sobie sprawę, że to on jest potworem z ich legend. Zarażeni bowiem uważają go za kogoś, kto poluje na ich pobratymców. Pierwotne zakończenie ukazuje Neville’a, Anne oraz Ethana przekraczających ruiny mostu Jerzego Waszyngtona w nadziei na odnalezienie kolonii ocalałych ludzi, podczas gdy w tle słychać nagranie głosu Anny, mówiącej potencjalnym ocalałym, że pozostała jeszcze nadzieja, a Neville zna lekarstwo na wirus, a więc jest w stanie pomóc ludzkości się odrodzić.

## Obsada
Opracowano na podstawie materiału źródłowego.
- Will Smith – Robert Neville
- Emma Thompson – Dr Krippin
- Alice Braga – Anna
- Charlie Tahan – Ethan
- Salli Richardson – Zoe Neville
- Willow Smith – Marley Neville
- Leonard A. Anderson – Sierżant Everrs
- Dash Mihok – zainfekowany Samiec Alfa
- Joanna Numata – zainfekowana Samica Alfa
- Pat Fraley – prezydent (głos)
- Mike Patton – głos zainfekowanych stworzeń

## Produkcja

### Przygotowania
Początek lat 90. przyniósł ponowne zainteresowanie producentów filmowych gatunkiem horror-science fiction. W 1995 roku Warner Bros. rozpoczął przygotowania do ekranizacji powieści Richarda Mathesona pt. Jestem legendą, do której wykupił prawa już w 1970 roku. Napisanie scenariusza powierzono Markowi Protosevichowi, który zrobił na wytwórni duże wrażenie swoim scenopisem do filmu Cela (2000). Pierwszy szkic scenariusza Protosevich zaprezentował w San Francisco w 2000 roku. Zawierał on wiele podobieństw do ostatecznej wersji, choć przedstawiał Annę jako osobę uzależnioną od morfiny. Wkrótce Warner Bros. podjął kroki w celu szybkiego rozpoczęcia zdjęć, a kierownikiem produkcji mianowany został Neal H. Moritz.
Jako odtwórcę głównej roli w filmie brano pod uwagę m.in. Toma Cruise’a, Michaela Douglasa i Mela Gibsona. Reżyserem miał zostać Ridley Scott, a scenarzystą Protosevich. W czerwcu 1997 roku studio zaprosiło jednak do współpracy Arnolda Schwarzeneggera, a w lipcu tego samego roku zakończyło ostateczne negocjacje z aktorem i Scottem. Pracę nad filmem Scott zamierzał rozpocząć już we wrześniu 1997 roku, zastępując Los Angeles miastem Houston jako planem zdjęciowym. Reżyser dokonał także zmian na stanowisku scenarzysty, zastępując Protosevicha Johnem Loganem, z którym spędził następnie wiele miesięcy, przygotowując liczne szkice scenariusza. Stworzona przez Scotta i Logana wersja Jestem legendą była śmiałą, artystyczną mieszanką filmu akcji, science-fiction oraz thrillera psychologicznego z ponurym zakończeniem, w którym przez pierwszą godzinę aktorzy nie wypowiadaliby żadnej kwestii. Potwory w scenariuszu Logana były w swoim zezwierzęceniu i barbarzyńskiej naturze podobne do „Poszukiwaczy Ciemności” z ostatecznej wersji filmu, jednak wytwórnia, obawiając się braku odpowiedniego odbioru komercyjnego filmu oraz jego potencjału marketingowego, zaczęła ograniczać szeroką do tej pory swobodę działania Scotta, przekonując ekipę filmową do rezygnacji z dużej liczby scen akcji w scenariuszu. Po „dziwacznym” scenopisie autorstwa Neala Jimeneza Warner Bros. ponownie zaangażował w projekt Protosevicha, który niechętnie przystąpił do ponownej współpracy ze Scottem.
W grudniu 1997 roku pojawiła się groźba przerwania prac nad filmem z powodu wzrostu budżetu do 108 milionów dolarów, na który nie chcieli zgodzić się udziałowcy wytwórni. Aby temu zapobiec, Scott wprowadził poprawki do scenariusza, które zmniejszyły koszt produkcji o 20 milionów dolarów. Pomimo tego, w marcu 1998 roku studio podjęło decyzję o anulowaniu projektu ze względu na ciągłe wątpliwości, a także, jak się przypuszcza, z powodu słabych wyników finansowych ostatnich trzech filmów tego reżysera: 1492. Wyprawa do raju, Sztormu oraz G.I. Jane. Produkcje z udziałem Schwarzeneggera w tym czasie (Egzekutor, Batman i Robin) także osiągały wyniki gorsze od spodziewanych. Wpływ na stanowisko studia miały również negatywne w ówczesnym okresie doświadczenia z wysokobudżetowymi filmami science-fiction, jak Kula czy Wysłannik przyszłości. W sierpniu 1998 roku w projekt zaangażowany został producent filmowy i reżyser Rob Bowman, który zlecił Protosevichowi napisanie kolejnej, trzeciej już wersji scenopisu, dalece bardziej zorientowanego na akcję niż jego poprzednie wersje. Reżyser (który w roli głównej widział podobno Nicolasa Cage’a) zajął się jednak produkcją Władców ognia, a ekranizacja Jestem legendą pozostała w fazie przygotowań.
W marcu 2002 roku producentem filmu został Schwarzenegger, rozpoczynając negocjacje z Michaelem Bayem jako kandydatem na reżysera oraz Willem Smithem jako przyszłym odtwórcą głównej roli. Bay i Smith zostali zaangażowani w projekt filmu, oparty na przeredagowanym scenariuszu, który miał obniżyć budżet produkcji. Rozpoczęcie zdjęć zostało kolejny raz przełożone w czasie, tym razem z powodu negatywnej oceny scenopisu przez prezesa Warner Bros. Alana F. Horna. W 2004 roku szef produkcji Jeff Robinov poprosił o pomoc przy tworzeniu filmu Akivę Goldsmana. We wrześniu 2005 roku fotel reżysera Jestem legendą zgodził się objąć Francis Lawrence, który datę rozpoczęcia zdjęć wyznaczył na początek 2006 roku. Wśród kandydatów na reżysera Jestem legendą widziano m.in. Guillermo del Toro, który odrzucił jednak tę propozycję, wybierając pracę nad filmem Hellboy: Złota armia. Z kolei Lawrence, którego wcześniejsze dzieło pt. Constantine wyprodukował właśnie Goldsman, był zafascynowany perspektywą opustoszałego miasta, w której to scenerii miał się rozgrywać film.
Goldsman wziął udział w produkcji Jestem legendą, gdyż, jak sam mówił, jest wielkim fanem wcześniejszej adaptacji tej powieści pt. Człowiek Omega. Aby odróżnić film od innych tytułów z gatunku zombie, zainspirowanych twórczością Mathesona, w szczególności od 28 dni później, w scenariuszu dokonano kolejnych zmian. Czterdziestostronicowy scenopis filmu został ostatecznie ukończony w maju 2006 roku. Z powodu zaangażowania Willa Smitha w produkcję filmu Hancock (2008), którego premiera planowana była na rok 2007, pojawiła się propozycja, aby zmienić aktora mającego zagrać główną rolę. Oznaczałoby to, że zdjęcia do filmu rozpoczęłyby się w ciągu szesnastu tygodni: twórcy otrzymali zielone światło do wykorzystania scenariusza Goldsmana. Ostatecznie w scenariuszu znalazły się pewne elementy pochodzące ze scenopisu autorstwa Protosevicha, które zostały dołączone po konsultacjach z ekspertami w dziedzinie chorób zakaźnych oraz wpływu odosobnienia na psychikę człowieka. Zmian w scenariuszu dokonywano przez cały okres kręcenia zdjęć z powodu improwizacyjnych umiejętności Smitha oraz upodobania Lawrence’a do scen bez kwestii mówionych.

### Casting

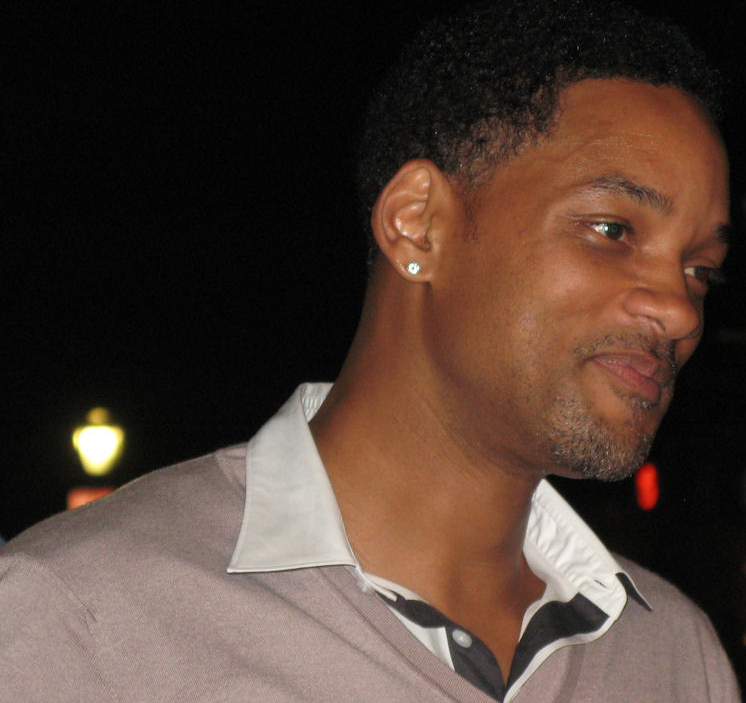
W postać głównego bohatera Jestem legendą wcielił się Will Smith

Decyzję o zagraniu roli Roberta Neville’a Will Smith podjął w kwietniu 2006 roku. Aktor przyznał w późniejszych wypowiedział, że podjął decyzję o zagraniu w filmie, ponieważ uznał, że Jestem legendą może być filmem takim jak „Gladiator [lub] Forrest Gump – są to filmy, które mają w sobie coś wspaniałego, coś, co przykuwa uwagę publiczności, a pomimo to zachowują niezaprzeczalną wartość artystyczną. Zawsze czułem, że mogę zagrać w takim filmie”. Smith stwierdził, że rola Nevilla była jego najtrudniejszą od czasu, gdy wcielił się w postać Muhammada Alego w produkcji pt. Ali (2001). Mroczny nastrój filmu oraz motyw powolnej utraty zdrowych zmysłów przez Nevilla zmusiły Smitha do powstrzymania się przed wykorzystaniem swoich talentów komediowych w czasie kręcenia zdjęć. Przygotowując się do swojej roli, aktor odwiedził Centrum Zwalczania i Zapobiegania Chorób w stanie Georgia. Spotkał się także z osobami, które przez długi okres przebywały w odosobnieniu oraz z jeńcami wojennymi. Smith przyrównał Nevilla do biblijnego Hioba, który stracił dzieci, środki utrzymania i zdrowie, stwierdzając, że podobnie jak Księga Hioba, Jestem legendą stawia przed widzem pytania: „Czy [bohater] odnajdzie powód, aby żyć dalej? Czy odnajdzie nadzieję lub pragnienie, by posuwać się naprzód? Czy też otaczająca go śmierć przyczyni się do jego śmierci?”. Smith powoływał się także na wpływ kreacji Toma Hanksa w filmie Cast Away: Poza światem.
Rolę Sam, psa Neville’a, zagrała trzyletnia suczka rasy owczarek niemiecki, wabiąca się Abbey. Wśród aktorów drugoplanowych znaleźli się m.in. Salli Richardson jako Zoe, żona Roberta, oraz Alice Braga, która wcieliła się w postać ocalałej z zagłady ludzkości Anny. Na planie zdjęciowym Jestem legendą przed kamerą zadebiutowała córka Willa Smitha, Willow Smith, która zagrała filmową córkę Neville’a Marley. Niewielką rolę zagrała Emma Thompson, która pojawiła się jedynie w pierwszych scenach filmu, w programie telewizyjnym, jako dr Alice Krippin, wyjaśniając sposób działania szczepionki na raka. Piosenkarz Mike Patton użyczył swojego głosu „Poszukiwaczom Ciemności”, natomiast Dash Mihok wcielił się w postać wygenerowanego komputerowo „Samca Alfa”. W filmie wystąpiło także kilku niewymienionych z nazwiska aktorów, którzy pojawili się m.in. w oglądanych przez Neville’a programach telewizyjnych.

### Zdjęcia

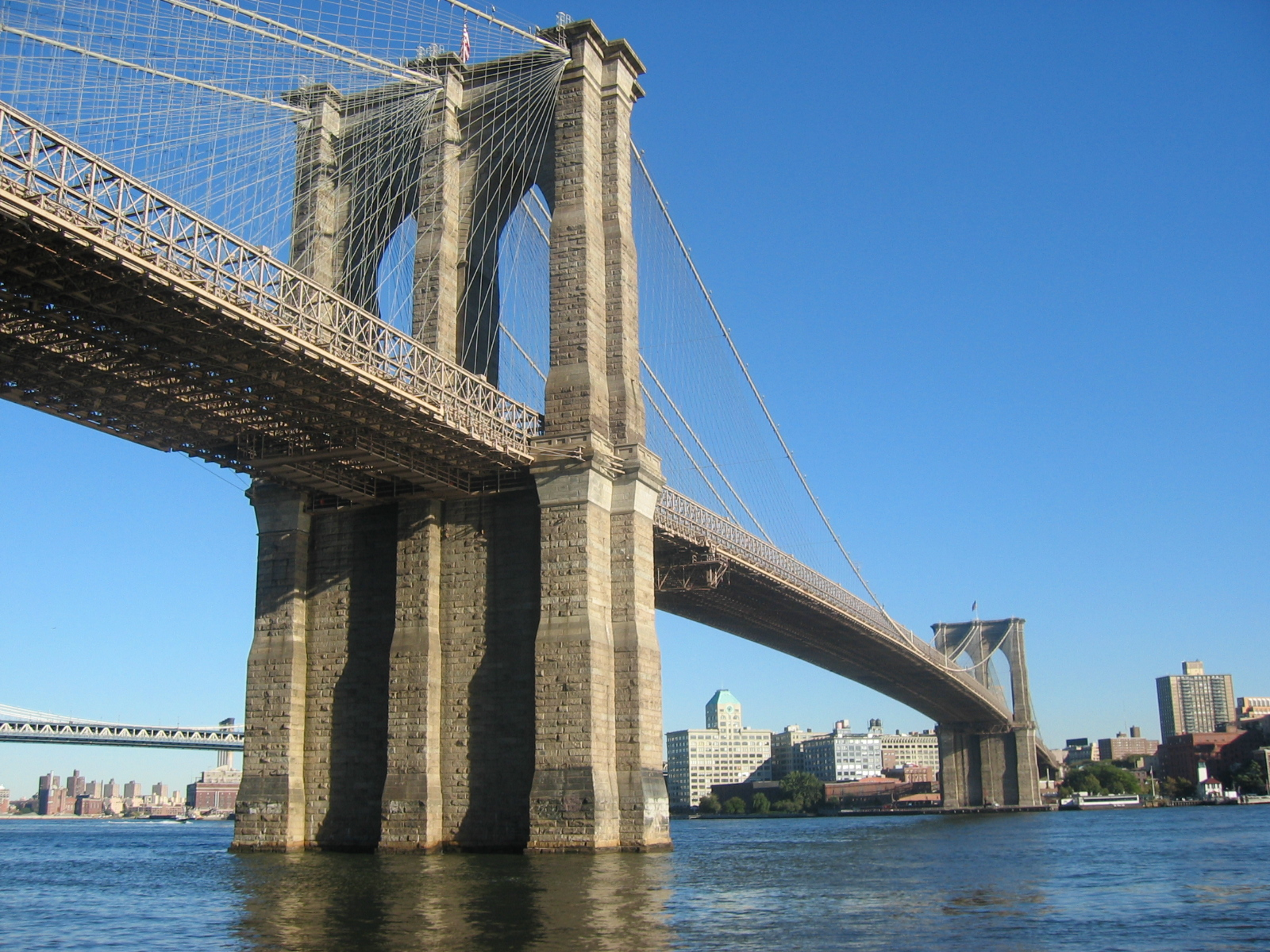
Jedna ze scen filmu została nakręcona na nowojorskim moście Brooklińskim

Akiva Goldsman zdecydował się przenieść miejsce akcji filmu z Los Angeles do Nowego Jorku, aby wykorzystać miejsca, w których łatwiej byłoby ukazać opustoszenie. Goldsman wyjaśnił później tę decyzję mówiąc: „Los Angeles wygląda na opustoszałe o trzeciej po południu, [natomiast] Nowy Jork nigdy nie jest pusty... uznałem to za dużo ciekawszy sposób ukazania wyludnionego świata”. Warner Bros. początkowo odrzucił ten pomysł z powodów logistycznych, jednak determinacja Francisa Lawrence’a sprawiła, że studio ostatecznie zgodziło się na przeniesienie planu filmowego. Reżyser pojechał do Nowego Jorku z kamerą cyfrową i nakręcił specyficzne dla tego miasta zatłoczone miejsca, a następnie przy pomocy efektów specjalnych wymazał z nich wszystkich ludzi. To posunięcie wystarczyło, by przekonać zarząd wytwórni do zmiany decyzji nt. lokalizacji planu zdjęciowego. Michael Tadross przekonał władze Nowego Jorku do zamknięcia ruchliwych fragmentów miasta, takich jak Grand Central Terminal, kilka bloków wzdłuż Fifth Avenue czy park Washington Square. Jestem legendą kręcone było w głównej mierze techniką anamorfotyczną, choć sceny retrospektywne filmowano na taśmie filmowej Super 35.
Zdjęcia do filmu rozpoczęto 23 września 2006 roku. Budynek należący do Marcy Armory w brooklyńskiej dzielnicy Williamsburg zaadaptowano na wnętrza domu, w którym mieszkał Neville, podczas gdy z zewnątrz rolę tę pełniła jedna z kamienic mieszczących się na Greenwich Village. Zdjęcia do filmu kręcono w wielu miejscach Nowego Jorku – m.in. w dzielnicy Tribeca na Dolnym Manhattanie, na pokładzie pełniącego obecnie rolę muzeum lotniskowca Intrepid, Kingsbridge Armory na Bronksie oraz katedrze św. Patryka. Specjalnie z Florydy sprowadzono na plan zdjęciowy tropikalne rośliny, którymi pokryto filmowane lokacje, w taki sposób, aby stworzyć wrażenie od dawna opuszczonego przez ludzi miasta. Zamknięcie głównych arterii Nowego Jorku spotkało się z niechęcią ze strony mieszkańców miasta. Will Smith przyznał później m.in.: „Nie sądzę, aby komukolwiek udało się to zrobić ponownie w najbliższym czasie. Ludzie byli niezadowoleni. Zobaczyłem wtedy najwięcej rąk z wysuniętym środkowym palcem w swojej karierze”.
Retrospektywna scena ewakuacji mieszkańców Nowego Jorku przy moście Brooklyńskim kręcona była nieprzerwanie przez sześć styczniowych nocy. Nakręcenie tej jednej sceny pochłonęło 5 milionów dolarów ze 150-milionowego budżetu filmu, co plasuje ją na pierwszym miejscu w rankingu najdroższych scen filmowych w historii. Nakręcenie sceny wymagało uzyskania zgody czternastu instytucji rządowych, pracy 250 członków ekipy filmowej oraz 1000 statystów, w tym 160 żołnierzy amerykańskiej Gwardii Narodowej. Na plan zdjęciowy sprowadzono cztery wojskowe samochody Humvee, trzy kołowe wozy opancerzone typy Stryker, cztery kutry amerykańskiej Straży Przybrzeżnej, a także liczne taksówki, radiowozy policyjne, wozy straży pożarnej oraz karetki pogotowia. Zdjęcia zakończono 31 marca 2007 roku.

### Efekty specjalne
W tydzień po rozpoczęciu zdjęć Francis Lawrence uznał, że zainfekowani (zwani „Poszukiwaczami Ciemności”) grani przez żywych aktorów ubranych w specjalne stroje są mało przekonywający. Reżyser zdecydował się więc na wykorzystanie komputerowo wygenerowanych postaci, co doprowadziło do znaczącego wzrostu budżetu produkcji oraz wydłużenia okresu postprodukcyjnego filmu. Zgodnie ze scenariuszem zainfekowani mieli wyróżniać się spowolnionym metabolizmem oraz przyśpieszonym oddechem, co na dłuższą metę było niemożliwe do zagrania przez aktorów, którzy szybko się męczyli. Aktorzy, którzy mieli początkowo odgrywać role „Poszukiwaczy Ciemności”, pozostali jednak na planie, aby uczestniczyć w komputerowej generacji postaci za pomocą techniki motion capture. Realizatorzy filmu, chcąc, by stworzenia wydawały dźwięki zbliżone do ludzkich, ale nietypowe dla normalnych zachowań człowieka, zatrudnili w tym celu wokalistę rockowego zespołu Faith No More, Mike’a Pattona, który użyczył zakażonym swojego głosu.
Technika komputerowa wykorzystana została także do wygenerowania zamieszkujących opuszczony przez ludzi Nowy Jork lwów i jeleni oraz wymazania przechodniów ze zdjęć kręconych w mieście. Widoczni w oknach biurowców ludzie, gapie oraz ruch uliczny w oddali zostały całkowicie usunięte z filmu. W swojej wizji wyludnionego miasta Lawrence, jak sam powiedział, wzorował się na twórczości Johna Forda: „Nie chcieliśmy zrobić filmu postapokaliptycznego, który dzieje się w postapokaliptycznej scenerii. Duża część akcji filmu odbywa się w piękne dni”.

## Premiera i wydanie
Premiera filmu odbyła 5 grudnia 2007 roku w Tokio w Japonii, natomiast amerykańska premiera Jestem legendą początkowo planowana była na 21 listopada 2007 roku, jednak została przesunięta na 14 grudnia 2007 roku. Jako powód opóźnienia Francis Lawrence podał przedłużające się prace nad efektami specjalnymi filmu. W Wielkiej Brytanii na ekrany kin produkcja weszła 26 grudnia 2007 roku, a w Irlandii 4 stycznia 2008 roku. Polska premiera filmu miała miejsce 11 stycznia 2008 roku.

### Marketing
W ramach działań marketingowych związanych z premierą filmu pod szyldem DC Comics powstał komiks I Am Legend: Awakening. W jego przygotowanie zaangażowano twórcę komiksów Billa Sienkiewicza, autora scenariusza do filmu Marka Protosevicha, pisarza powieści science-fiction Orsona Scotta Carda oraz syna autora powieści Jestem legendą Richarda Christiana Mathesona. Z czasem projekt stopniowo ewoluował z komiksu w stronę krótkich filmików dostępnych na oficjalnej stronie internetowej filmu.

### Zyski
W ciągu pierwszego weekendu wyświetlania filmu Jestem legendą zarobiło 77 211 321 dolarów, dzięki czemu produkcja ta stała się najbardziej dochodowym filmem spośród grudniowych premier. 11 maja 2008 roku zyski z wyświetlania filmu wzrosły do sumy 256 393 010 dolarów w samej Ameryce Północnej i 584 015 483 dolarów na całym świecie. Jestem legendą było szóstą najbardziej dochodową produkcją filmową 2007 roku w Ameryce Północnej, a 9 lipca 2009 roku zajęło miejsce wśród 50 najbardziej dochodowych filmów wszech czasów, zarówno w Stanach Zjednoczonych, jak i na świecie.

### Wydanie DVD
18 marca 2008 roku film został wydany w formacie DVD oraz Blu-ray. Początkowo dostępne były dwie wersje tego wydawnictwa w formacie DVD, jedno- oraz dwupłytowa. W edycji jednopłytowej oprócz filmu znajdowały się animowane komiksy („Death As a Gift”, „Isolation”, „Sacrificing the Few for the Many” oraz „Shelter”). Specjalne dwupłytowe wydanie stanowiło wersję jednopłytową poszerzoną o alternatywne zakończenie filmu. 8 kwietnia 2008 roku Jestem legendą pojawiło się na rynku w formacie HD DVD (zarówno wersja HD DVOD, jak i Blu-ray zawierały wszystkie dodatki z dwupłytowej wersji DVD filmu). Dwupłytowa wersja filmu dostępna jest także w specjalnym metalowym opakowaniu, które zawiera instrukcję ewakuacji na tylnej stronie.
9 grudnia 2008 roku została wydana specjalna edycja kolekcjonerska filmu.
Wydanie DVD Jestem legendą sprzedało się w ponad 7 milionach kopii, zarabiając w samym roku 2008 126 milionów dolarów. Pomimo takich wyników finansowych wytwórnia Warner Bros. była „trochę zawiedziona” wynikami sprzedaży filmu w wersji DVD.

## Odbiór filmu
Recenzje filmu były w większości przychylne. W agregatorze recenzji Rotten Tomatoes 68% z 215 recenzji uznano za pozytywne, a średnia ocen wystawionych na ich podstawie wyniosła 6,30. Z kolei w agregatorze Metacritic średnia ważona ocen z 37 recenzji wyniosła 65 punktów na 100.
Pozytywne opinie krytyków skupiały się przede wszystkim na grze Willa Smitha, który zapewnił widzom „pełen wdzięku i nie wymagający wysiłku spektakl”. Richard Roeper z Chicago Sun-Times stwierdził w programie At the Movies, że Will Smith „jest w szczytowej formie” aktorskiej, a scenariusz filmu był stosunkowo „głęboki jak na film akcji”. Podkreślano, że film w nowatorski sposób prezentuje problem samozagłady ludzkości, która zagrożona jest przez własne wynalazki mające służyć jej dobru.
Negatywne opinie dotyczące filmu skupiały się przede wszystkim wokół animacji komputerowej, która zdaniem Łukasza Figielskiego z Dziennika „zawodzi na całej linii i przypomina raczej Park Jurajski niż najnowsze osiągnięcia technologii”. Z silną krytyką spotkała się także znacznie zmieniona fabuła filmu, która miała niewiele wspólnego z treścią powieści Richarda Mathesona. Najwięcej nieprzychylnych recenzji zebrało jednak zakończenie filmu, którego alternatywna wersja została uznana za znacznie lepszą.
Jestem legendą otrzymał nominacje do nagrody Visual Effects Society, nagrody Gildii Aktorów Filmowych, NAACP Image Awards oraz Satellite Awards. W czerwcu 2008 r. Will Smith odebrał nagrodę Saturna dla najlepszego aktora oraz MTV Movie Award za najlepszą rolę męską.

## Różnice w adaptacji filmowej
Film jest dość swobodną adaptacją powieści Richarda Mathesona. Wiele wątków oraz elementów fabuły zawartych w powieści zostało zmienionych lub całkowicie pominiętych w adaptacji filmowej.
- Znaczenie tytułu w adaptacji oraz w powieści jest całkowicie odmienne. Zgodnie ze scenariuszem filmu Neville staje się legendą wśród ocalałych ludzi jako ten, który odkrył lekarstwo na wirus. W powieści znaczenie tytułu jest znacznie mroczniejsze, bowiem okazuje się, że jest ostatnim ocalałym człowiekiem na Ziemi. Wykazujący oznaki inteligencji zainfekowani stworzyli własne społeczeństwo, wśród którego Neville stał się legendą jako ten, który poluje na członków ich rasy.
- W powieści Neville to człowiek niewykształcony oraz skory do picia alkoholu, podczas gdy w filmie postać grana przez Willa Smitha jest dyplomowanym wirusologiem.
- W filmie Neville zmuszony jest wracać do swojej kryjówki po zmroku, aby zarażeni nie odkryli, gdzie mieszka. W powieści natomiast „poszukiwacze ciemności” znają lokalizację jego domu, lecz nie mogą się tam dostać z powodu czosnku, którym otoczył swoją siedzibę, a który odstrasza zarażonych.
- W przeciwieństwie do filmu w powieści na Ziemi, poza Neville’em, nie przetrwali żadni całkowicie zdrowi ludzie, lecz grupa osób, która spowalnia działanie wirusa poprzez używanie specjalnej kombinacji leków oraz krwi.
- W książce filmowa Anna nazywa się Ruth i jest jedną z osób spowalniających działanie wirusa za pomocą medykamentów.
- Akcja filmu rozgrywa się w Nowym Jorku, podczas gdy wydarzenia przedstawione w powieści mają miejsce w Los Angeles.
- W powieści żona Neville’a została zarażona bakterią i zmieniła się w „poszukiwacza ciemności”, natomiast w filmie zginęła w wypadku śmigłowca podczas ewakuacji.
- W filmie powodem mutacji ludzi jest wirus, podczas gdy w powieści jest to bakteria; pałeczka, którą Neville nazwał wampirozą.
- W książce Neville nie posiada własnego psa, lecz spotyka bezdomnego psa na ulicy, którego próbuje oswoić, karmiąc go. Niestety pies zostaje zainfekowany przez bakterie i umiera.
- W filmie wszyscy zainfekowani są potwornymi, prymitywnymi i nieprzejawiającymi inteligencji stworzeniami. W powieści natomiast zarażeni wirusem dzielą się na dwa typy. Pierwszą grupę stanowią martwi, bezmyślni osobnicy, którzy poruszają się jedynie pod wpływem działania bakterii. Drugi typ stanowią żywi ludzie, do których organizmu dostał się wirus, a którzy przejawiają pewien stopień inteligencji i umiejętności organizacji.
- Akcja filmu toczy się we wrześniu 2012 roku, a w książce pomiędzy styczniem 1976 i styczniem 1979 roku.

Opracowano na podstawie materiału źródłowego.

## Prequel/sequel
Francis Lawrence potwierdził możliwość nakręcenia prequela Jestem legendą, w którym główną rolę ponownie zagrałby Will Smith. Reżyser oświadczył, że kolejna część filmu opowiadałaby o losach dr. Neville’a przed rozprzestrzenieniem się wirusa w Nowym Jorku. Napisanie scenariusza powierzono D.B. Weissowi, a za kamerą ponownie miałby stanąć Francis Lawrence. Pierwotnie planowano premierę filmu w roku 2011, lecz film nie powstał, a Lawrence ogłosił, że zarzuca ten projekt. Później planowano wyprodukowanie sequelu, lecz z tego filmu także zrezygnowano.